# Buenavista Tiber
Buenavista Tiber är en ort i Mexiko.   Den ligger i kommunen Ocosingo och delstaten Chiapas, i den sydöstra delen av landet, 800 km öster om huvudstaden Mexico City. Buenavista Tiber ligger 1 349 meter över havet och antalet invånare är 122.
Terrängen runt Buenavista Tiber är lite bergig. Runt Buenavista Tiber är det ganska tätbefolkat, med 75 invånare per kvadratkilometer. Närmaste större samhälle är Ocosingo, 17,7 km nordost om Buenavista Tiber. I omgivningarna runt Buenavista Tiber växer i huvudsak städsegrön lövskog.